# Dobra normalne

Wykres zależności popytu na dobro normalne od dochodów nabywców.

Dobra normalne – w ekonomii dobra, na które popyt rośnie pod wpływem wzrostu dochodów nabywców.
Przeciwieństwem dóbr normalnych są dobra niższego rzędu.